# Sissonville, West Virginia
Sissonville, West Virginia (енгл. Sissonville) насељено је место без административног статуса у америчкој савезној држави Западна Вирџинија.

## Демографија
По попису из 2010. године број становника је 4.028, што је 371 (-8,4%) становника мање него 2000. године.
| Група             | 2000.         | 2010.         |
| Белци             | 4.321 (98,2%) | 3.969 (98,5%) |
| Афроамериканци    | 21 (0,5%)     | 11 (0,3%)     |
| Азијати           | 1 (0,0%)      | 3 (0,1%)      |
| Хиспаноамериканци | 23 (0,5%)     | 19 (0,5%)     |
| Укупно            | 4.399         | 4.028         |